# Ateneo de Málaga
El Ateneo de Málaga es una asociación artístico-literaria fundada en 1966 en la ciudad de Málaga, España. Pertenece a la Federación de Ateneos de Andalucía.

## Objetivos
El Ateneo tiene como objetivo:
- Agrupar a científicos, artistas, intelectuales y demás personas.
- Fomentar y extender la cultura en sus diversas manifestaciones.
- Promover y organizar conferencias, certámenes, exposiciones, recitales, coloquios, seminarios, investigaciones, críticas, bibliotecas y demás actos o medios de divulgación culturales.
- Colaborar con entidades oficiales y privadas propias de los fines apuntados.

## Sede
Desde 2002 tiene su sede en la antigua Escuela de San Telmo de la Calle Compañía. Cuenta con extensiones en otros municipios de la provincia de Málaga: Alhaurín el Grande, Fuengirola, Marbella, Ronda, Torrox, Torremolinos y Villanueva del Rosario.

## Revista
Desde el año 2001 edita la Revista Ateneo del Nuevo Siglo.
- Año 2002 - La generación del 27-generación Litoral LXXV ANIVERSARIO. Número 3.
- Año 2003 - Manuel Alcántara. Número 4.
- Año 2004 - Picasso en Málaga. Número 6.
- Año 2005 - Conmemoraciones. Número 7-8. Portada del pintor Jorge Lindell Díaz.
- Año 2006 - Málaga 1937. Nunca Más (Historia y memoria Guerra Civil y Franquismo en Málaga). Número 6.
- Año 2009 - 40 años por la cultura. Apuntes para la Historia del Ateneo de Málaga. Portada del pintor Lorenzo Saval.

Actualmente lo dirige Victoria Abón Cabrera.